# Гюнтер Лешке
Гюнтер Лешке (нім. Günther Loeschcke; 30 серпня 1921, Трір — 18 лютого 1944, Балтійське море) — німецький офіцер-підводник, оберлейтенант-цур-зее крігсмаріне.

## Біографія
16 вересня 1939 року вступив на флот. З жовтня 1941 по квітень 1942 року — вахтовий офіцер в 5-й флотилії підводних човнів. З 22 травня 1942 року — 1-й вахтовий офіцер на підводного човні U-264. З листопада 1943 по січень 1944 року пройшов курс командира човна. З січня 1944 року — командир U-7. 18 лютого 1944 року човен затонув на захід від Піллау через аварію при зануренні. Всі 29 членів екіпажу загинули.

## Звання
- Кандидат в офіцери (16 вересня 1949)
- Морський кадет (1 лютого 1940)
- Фенріх-цур-зее (1 липня 1940)
- Оберфенріх-цур-зее (1 липня 1941)
- Лейтенант-цур-зее (1 березня 1942)
- Оберлейтенант-цур-зее (1 жовтня 1943)